# Compagnie des tramways de Saint-Maur-des-Fossés
La Compagnie des tramways de Saint-Maur des Fossés, dite TSM, était une ancienne compagnie qui exploita de 1894 à 1899 un des premiers réseaux de tramways mécaniques dans la banlieue est de Paris. La première ligne des TSM relia le pont de Charenton à la Varenne-Saint-Hilaire (quartier de Saint-Maur-des-Fossés) à partir de mars 1894. Cette compagnie fut intégrée en 1899 à la Compagnie des tramways de l'Est parisien.

## Histoire des TSM
Le décret portant déclaration d'utilité publique et concession de la première ligne de la « Compagnie des tramways de Saint-Maur-des-Fossés et extensions », date du 28 avril 1892. Le 19 mars 1894, la compagnie des tramways de Saint-Maur ouvrit cette ligne de 8,6 km dans la boucle de la Marne entre le Pont de Charenton et la Varenne-Saint-Hilaire en passant par Saint-Maurice. 
Au début de leur exploitation, les tramways de Saint-Maur utilisèrent des motrices Mékarski à air comprimé, à l'instar des tramways de Nantes et des Chemins de fer nogentais.
Le compresseur d'air et la station de recharge se situaient au dépôt de Saint-Maur-des-Fossés.
Cette ligne eut au départ un succès limité, dans la mesure où elle n'était pas connectée aux autres réseaux parisiens. La voie ferrée fut ensuite prolongée de Saint-Maur vers Joinville en 1895 puis jusqu’à Vincennes le 6 janvier 1897.

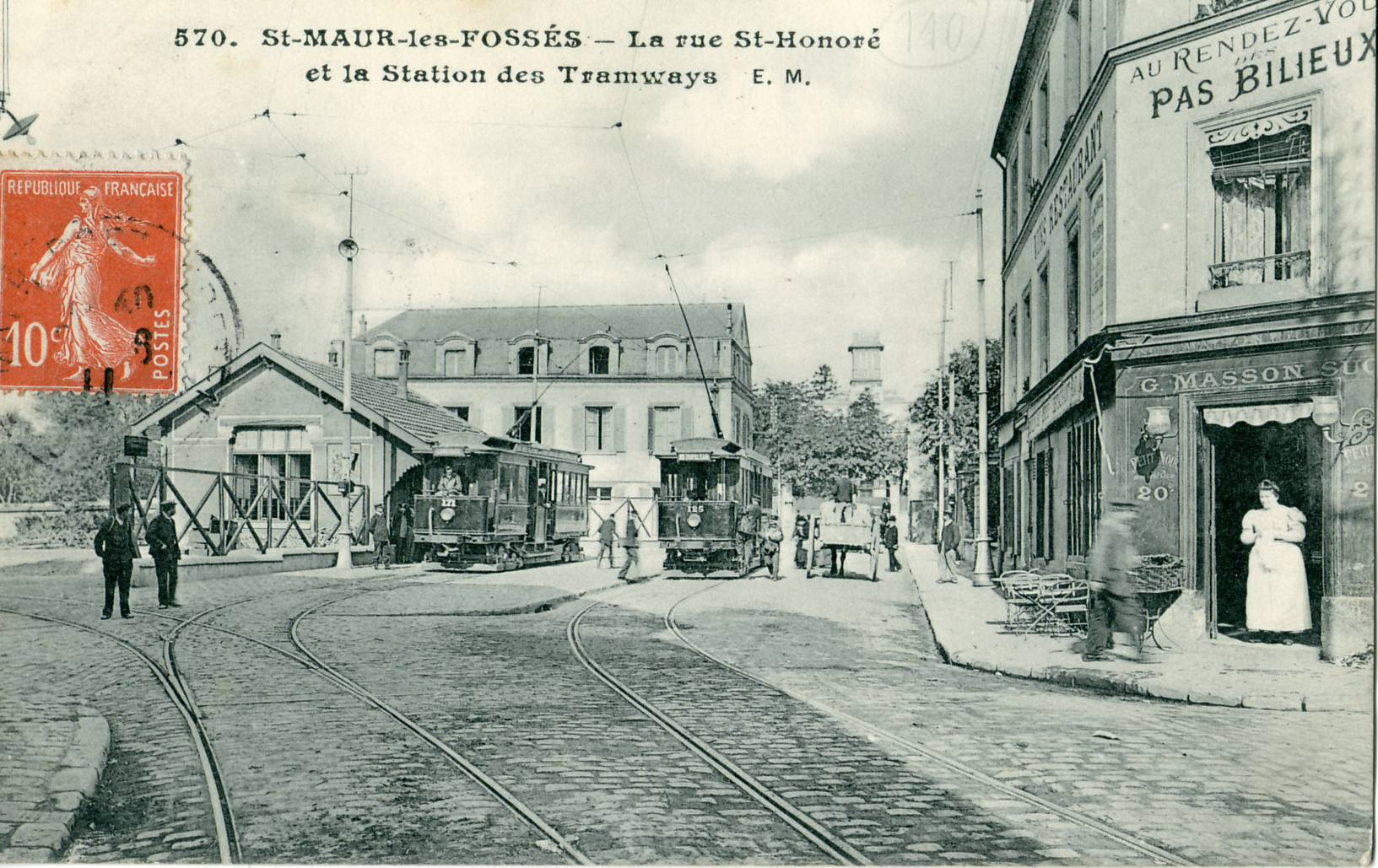
Saint-Maur-des-Fossés - La rue Honoré et la station des tramways, avec des motrices de « type C » de la compagnie Est-Parisien

Un autre embranchement fut créé  en 1898 de Joinville à Champigny (ouverture le 24 avril 1898). Ce dernier était équipé de motrices à air comprimé Popp-Conti.
Les motrices Popp-Conti, également à air comprimé mais sans impériale et plus légères, étaient dotées de réservoirs à plus faible pression et promettaient en théorie d'offrir un meilleur rendement et donc un coût d'utilisation plus faible. Leur autonomie étant insuffisante, elles furent remplacées sur la ligne de Champigny par des motrices Mékarski.
La Compagnie des  tramways de Saint-Maur change de nom en avril 1899, puis fusionne en 1900 avec d'autres compagnies parisiennes de tramways pour former la Compagnie des tramways de l'Est parisien (EP), puis la Société des transports en commun de la région parisienne (STCRP), en 1921. Mais ses lignes resteront longtemps connues sous le nom de « Tramways de Saint-Maur » et la ligne « Vincennes, Joinville, Champigny » perdurera jusqu'aux années trente.
À partir de 1900, le réseau initial des TSM fut électrifié par lignes aériennes et les automotrices Mékarski remplacées par des motrices électriques « type B et C ».

## Le réseau
En 1898, le réseau des TSM était constitué des lignes suivantes :
- 1 Pont de Charenton à la Varenne-Saint-Hilaire ;
- 2 Saint-Maur à  Vincennes via Joinville ;
- 3 Joinville à Champigny.

## Matériel roulant

### Motrice à impériale «type Mekarski»
- Motrice mécanique à air comprimé semblable à celles du réseau nogentais[5]
- 10 véhicules avec impériale découverte (à l'ouverture du réseau)
- Capacité de 50 voyageurs (20 à l’intérieur, 24 sur l’impériale, 6 sur la plate-forme)
- Moteur à air comprimé réchauffé à 100 °C par bouillotte d'eau surchauffée
- Réservoirs d'air de 3 m3 à 45 bars
- Réservoir et bouillotte d'eau chaude (170 °C) de 200 litres
- Châssis à deux essieux de 1,90 m d’empattement
- Voie à écartement normal de 1,44 mètre
- Longueur : 7,50 m
- Poids à vide : 10,5 t

### Motrice sans impériale « Popp-Conti »
- Motrice à air comprimé semblable à celles du réseau de Saint-Quentin (Aisne)[6]
- Capacité 30 voyageurs environ
- Châssis à deux essieux de 2,13 m d’empattement
- Voie à écartement normal de 1,44 mètre
- Poids à vide : 7 tonnes
- Moteur à air comprimé à faible pression (3 à 4 bars)
- Réservoirs d'air de 2 m3 à 20 bars
- Air réchauffé à 120 °C par un poêle à trémie doté d'un foyer à coke
- Véhicule réversible ne nécessitant pas de retournement